# Brygada Baur
Brygada Baur (niem. Brigade Baur) – jedna z niemieckich brygad z czasów II wojny światowej. Utworzona w lutym 1945 roku. Walczyła nad Renem, w składzie XVIII Korpusu SS 19 Armii (Grupa Armii G). W kwietniu tego roku użyta do utworzenia 89 Dywizji Piechoty.
Skład w lutym 1945:
- 10 Pułk Grenadierów Górny Ren
- 15 Pułk Grenadierów Górny Ren

Skład w marcu 1945:
- 8 Pułk Grenadierów Górny Ren
- 9 Pułk Grenadierów Górny Ren